# Visions from the Spiral Generator
Visions from the Spiral Generator è il quarto album in studio del gruppo metal svedese Vintersorg, pubblicato nel 2002.

## Tracce
1. Quotation – 0:50
2. Vem styr symmetrin? – 4:35
3. A Metaphysical Drama – 5:20
4. Universums dunkla alfabet – 4:33
5. E.S.P. Mirage – 5:00
6. Spegelsfären – 6:10
7. The Explorer – 6:47
8. A Star-Guarded Coronation – 5:16
9. Trance Locator – 2:22

## Formazione
Gruppo
- Mr. V - voce, chitarre, tastiere, organo
- Mattias Marklund - chitarre

Altri musicisti
- Asgeir Mickelson - batteria
- Steve DiGiorgio - basso
- Nils Johansson - sintetizzatore
- Lazare - organo Hammond